# Race Driver: GRID
Race Driver: GRID (conosciuto anche come GRID) è un videogioco di guida sviluppato dalla Codemasters ed uscito in Europa il 30 maggio 2008 per PlayStation 3, Xbox 360 e Microsoft Windows e l'8 agosto 2008 per il Nintendo DS. GRID è il settimo titolo della serie TOCA Touring Car, giocabile con la prima e seconda generazione di PlayStation. La grafica è molto realistica e le modalità di gioco sono diverse.
La simulazione di guida prevede, a seguito di incidenti più o meno gravi, il rischio di riportare danni a diverse parti dell'automobile (ruote, motore, asse, ecc.). La novità principale del titolo è la possibilità di "riavvolgere" il tempo (cosiddetto flashback), cosicché il giocatore possa porre rimedio a una manovra errata. Nel 2012 la Codemasters ha annunciato il seguito del gioco, intitolato Grid 2, uscito nel 2013.

## Carriera
La modalità principale del gioco è la Carriera, imperniata sulla creazione di un team proprio, con l'obiettivo di scalare la classifica piloti guadagnando punti reputazione. Inizialmente il giocatore gareggia da solo, ma ottenuta una licenza professionista sarà possibile ingaggiare un compagno di squadra, che prenderà parte alle gare.

### Eventi
Gli Eventi sono manifestazioni sportive composte da una o più gare, con in palio denaro e punti reputazione. Una volta ingaggiato, partecipa all'evento anche il proprio compagno di squadra, fattore essenziale per guadagnare discrete somme di denaro grazie agli sponsor. L'ammontare dei punti reputazione conseguibile al termine di ciascun evento è influenzato da diverse variabili: a livelli di difficoltà più elevati e minori aiuti di guida corrispondono punteggi più elevati.
Gli eventi sono suddivisi in tre aree (USA, Europa e Giappone) più un Campionato Internazionale. Ad ognuna delle tre aree corrispondono tre licenze: per conseguirle, è necessario raggiungere un determinato punteggio reputazione, ottenibile vincendo gli eventi previsti dalla licenza. Una volta completati tutti gli eventi di una licenza, viene sbloccato un evento Head 2 Head, ovvero un testa a testa con un concorrente, la cui vittoria permette ulteriori lauti guadagni.
- USA
  1. Distintivo ARL Principiante
  2. Distintivo ARL Pro (80.000 punti reputazione necessari)
  3. Distintivo ARL National (250.000 punti reputazione necessari)
- Europa
  1. Licenza Euro R
  2. Licenza Euro B (80.000 punti reputazione necessari)
  3. Licenza Euro A (250.000 punti reputazione necessari)
- Giappone
  1. J-Speed Principiante
  2. J-Speed Super Two (80.000 punti reputazione necessari)
  3. J-speed Super One (250.000 punti reputazione necessari)
- Globale
  - Campionato internazionale (1.000.000 punti reputazione necessari)

#### Discipline
Ogni evento ha una propria disciplina, ad ognuna delle quali corrisponde una precisa tipologia di auto. Eccone una lista:
- Pro Tuned
- Pro Muscle
- Touring Cars
- Open Wheel
- Drift Battle
- Drift GP
- Free Drift
- Pro Touge
- Midnight Touge
- GT1
- GT Club
- 24 Ore di Le Mans
- Le Mans Series
- Demolition Derby

#### La 24 Ore di Le Mans
La 24 Ore di Le Mans è la famosa gara di automobilismo endurance che si svolge al Circuit de la Sarthe, nei pressi di Le Mans, in Francia. Al termine di ogni stagione sportiva, GRID offre al giocatore la possibilità di parteciparvi iscrivendo la propria squadra o correndo per altri team. La simulazione della corsa dura 24 minuti (anche se sono solo 12 minuti effettivi, con tempo accelerato), e per riprodurre fedelmente l'evento, si assiste all'alternarsi del giorno e della notte, con scenari di alba e tramonto molto suggestivi.
Ai fini della classificazione in categorie, le automobili sono così suddivise:
- LMP1 (Le Mans Prototype 1)
- LMP2 (Le Mans Prototype 2)
- GT1 (Gran Turismo 1)
- GT2 (Gran Turismo 2)

L'evento viene vinto se si termina primi nella categoria di appartenenza.

### Offerte
Le offerte sono necessarie per accumulare soldi agli inizi della carriera. Diventando "mercenari" e correndo per altri team, si ottengono buoni guadagni, ma la reputazione che si accumula nelle offerte è decisamente scarsa.

### Scuderia
La Scuderia è tutto ciò che riguarda il proprio team, a partire dalla scelta del branding, sino alla gestione dei compagni di squadra e agli sponsor. Oltre alla classifica piloti, ordinata in base ai punti reputazione, GRID contempla anche una classifica delle scuderie, ordinata in base al guadagno stagionale.

### Sponsor
Così come nel mondo reale, GRID prevede la presenza di molti sponsor, che, man mano che si prosegue nel gioco, faranno offerte in denaro sempre più allettanti. Il denaro di uno sponsor viene conseguito nel momento in cui si porta a termine il compito previsto (ad esempio terminare la gara al primo posto, o senza riportare danni all'auto). È inoltre possibile scegliere uno sponsor principale, con la conseguenza che i ricavi ad esso legati vengono raddoppiati.

## Auto disponibili
Nel gioco sono presenti 42 automobili: 15 americane, 16 europee ed 11 giapponesi. Ogni disciplina necessita dell'auto adatta. Nel caso in cui ci si trovi in condizioni economiche tali da non aver la possibilità di acquistare un'auto nuova, è possibile reperirla su eBay (chiaramente usata). Così come accade nella realtà, per spiccare un buon affare acquistando un'auto competitiva ad un buon prezzo, è necessario tenere d'occhio il chilometraggio, le gare che questa ha disputato e gli incidenti accaduti. È anche possibile vendere su eBay le proprie auto.
Americane
- Plymouth AAR Cuda
- Jupiter Eagleray Mk5
- Ford Doran JE4
- Ford Mustang Boss 302
- Ford Mustang GT-R Concept
- Dodge Challenger Concept
- Dodge Viper SRT-10
- Dodge Charger SRT-8 Drift
- Chevrolet Camaro Concept
- Chevrolet Corvette C5-R
- Chevrolet Corvette C6-R
- Chevrolet Lacetti
- Saleen S7R
- Panoz Esperante
- Pontiac GTO

Europee
- Dallara Formula 3
- Pagani Zonda R
- Koenigsegg CCXR Edition
- Koenigsegg CCGT
- Lola B06/10
- Lola B05/40
- Audi R10 TDI
- Courage C65
- Courage LC70
- Creation CA06/H-JUDD
- Aston Martin DBR9
- Lamborghini Murciélago RGT
- Spyker C8 Spyder
- TVR Tuscan Challenge
- BMW Serie 3 SI
- JRC FJ1000
- Porsche 996 GT3 RSR

Giapponesi
- Mazda RX-7 (FD3S)
- Mazda 787B
- Nissan R390 GT-1
- Nissan 350Z
- Nissan Silvia S15
- Nissan Skyline GT-R (R34) Nismo Z-Tune
- Toyota Supra
- Toyota Corolla GT-S (AE86)
- Toyota Soarer
- Honda NSX-R
- Subaru Impreza

## Circuiti presenti
Nel gioco sono presenti vari circuiti tutti disponibili anche nella Carriera Professionale, e ognuno di essi presenta anche una versione B, cioè da percorrere all'incontrario. Il gioco, oltre a contemplare circuiti realmente esistenti come quello di Le Mans o Spa-Francorchamps, ne propone anche uno ambientato fra le strade di Milano.
Stati Uniti
- San Francisco
  - Circuito GP
  - Circuito Sprint
  - Circuito breve
- Detroit
  - Circuito GP
  - Circuito Sprint
  - Circuito Auto Sportive
  - Circuito breve
- Washington
  - Circuito GP
  - Circuito Sprint
  - Circuito urbano
  - Circuito di montagna
  - Circuito del parco
- Long Beach
  - Circuito classico
  - Circuito Sprint
  - Circuito urbano

Europa
- 24 ore di Le Mans
  - Circuito della Sarthe
  - Circuito della Sarthe 1968
- Milano
  - Circuito di Milano
  - Curva della cattedrale
  - Circuito castello
- Nürburgring
  - Circuito GP
  - Circuito Sprint
- Donington Park
  - Circuito GP
  - Donington National
- Jarama
  - Circuito GP
- Istanbul Park
  - Circuito GP
  - Circuito intermedio
- Spa Francorchamps
  - Circuito GP
  - Circuito per auto sportive

Giappone
- Mont Haruna (disponibile sono nelle gare Touge e Midnight Touge)
  - Cima
  - Akina
  - Cittadino
  - Collinare
- Shibuya
  - Circuito Drift di Hachiko
  - Drift corto di Hachiko
  - Circuito urbano
  - Circuito stradale corto
- Yokohama
  - Pista del porto A
  - Pista del porto B
  - Pista del porto C
- Okutama
  - Gran Circuito
  - Circuito Sprint
  - Circuito Drift

## Gara veloce
In Gara veloce è possibile svolgere gare a sé stanti, indipendenti dalla Carriera. Tali gare prevedono la scelta di una fra le modalità di gara esistenti, dell'auto e del luogo. La ghost car (macchina fantasma) permetterà di confrontarci con noi stessi.

## Critiche, successi e vendite
| Testata                            | Versione | Giudizio            |
| ---------------------------------- | -------- | ------------------- |
| GameRankings (media al 30-01-2020) | DS       | 83%                 |
| GameRankings (media al 30-01-2020) | PC       | 88%                 |
| GameRankings (media al 30-01-2020) | PS3      | 86%                 |
| GameRankings (media al 30-01-2020) | Xbox360  | 87%                 |
| Metacritic (media al 30-01-2020)   | DS       | 79/100              |
| Metacritic (media al 30-01-2020)   | PC       | 87/100              |
| Metacritic (media al 30-01-2020)   | PS3      | 87/100              |
| Metacritic (media al 30-01-2020)   | Xbox360  | 87/100              |
| 1UP.com                            | DS       | C−                  |
| Edge                               | PS3      | 9/10                |
| Eurogamer                          | DS       | 8/10                |
| Eurogamer                          | Xbox360  | 9/10                |
| Game Informer                      | PS3      | 9/10                |
| Game Revolution                    | Xbox360  | B                   |
| GamePro                            | Xbox360  | [ 15 ]              |
| GameSpot                           | DS       | 8.5/10              |
| GameSpot                           | PS3/X360 | 8/10                |
| GameSpy                            | PS3      | [ 18 ]              |
| GameSpy                            | Xbox360  | [ 19 ]              |
| GameTrailers                       | PS3/X360 | 9/10                |
| GameZone                           | DS       | 7.8/10              |
| GameZone                           | PS3      | 9/10                |
| IGN                                | DS       | 8.3/10              |
| IGN                                | PC       | 8.7/10              |
| IGN                                | PS3      | 8.7/10              |
| IGN                                | X360     | 8.7/10 (AUS) 7.9/10 |
| Nintendo Power                     | DS       | 8.5/10              |
| ONM                                | DS       | 89%                 |
| OXM                                | Xbox3360 | 9/10                |
| PC Gamer                           | PC       | 86%                 |
| PSM                                | Xbox     | [ 31 ]              |
| VideoGamer.com                     | Xbox     | 8/10                |
| 411Mania                           | PC       | 9.5/10              |
| Digital Spy                        | Xbox     | [ 34 ]              |

GRID ha ricevuto un'accoglienza "favorevole" su tutte le piattaforme secondo i voti aggregati sul sito Metacritic.
Edge lo ha posto al quarantunesimo posto nella sua lista "The 100 Best Games To Play Today" ("I Migliori 100 Giochi da Giocare Oggi"), dichiarando "Soffia le ragnatele dal genere, gestendo un grande equilibrio tra spasmi di simulazione e limiti degli arcade, velocità mozzafiato e la sensazione di essere lì come nessun altro pilota."
La rivista nordamericana Nintendo Power ha votato il gioco 8.5 su 10. La sua recensione ne loda le macchine assai dettagliate e la caratteristica di personalizzare la gara, oltre che alle grafiche superbe e alle modalità in multigiocatore. N-Europe lo ha votato 8 su 10. IGN ha premiato GRID come Miglior Gioco di Corse per la DS del 2008 (DS: Best Racing Game 2008).
Sempre dalla IGN, Race Driver: GRID ha ricevuto due premi del 2008 come Editor's Choice e Miglior Gioco di Guida dell'Anno. Il gioco ha anche ricevuto un premio BAFTA nella categoria sportiva alla quinta edizione dei British Academy Video Game Awards.
La rivista Play Generation lo ha posto al sesto posto tra i migliori simulatori di guida del 2008.

## Curiosità
- A partire dal 19 giugno 2011, la Codemasters ha chiuso tutti i server multiplayer delle versioni PC e PlayStation 3 del gioco, lasciando in attività quelli per la Xbox 360.